# Nohl
Nohl är en ort i kommunen Laufen-Uhwiesen i kantonen Zürich i Schweiz. Nohl utgör en smal landremsa som ligger på motsatt sida floden Rhen jämfört med resten av kommunen. Nohl gränsar till Tyskland och staden Neuhausen am Rheinfall. Orten har cirka 138 invånare (2021).